# Gaboussi
Le gaboussi (ou gaboussa) est une guitare traditionnelle mahoraise,.

## Fabrication
Cette guitare est fabriquée avec du bois, de la peau de chèvre et des fils de pêche de différentes tailles pour faire varier le son.

## Utilisation
Cet instrument a été utilisé par le chanteur Baco pour son titre Gabussi, par M'Toro Chamou sur son titre Tsenga et surtout par l'artiste Langa.